# Грімшоу тема
Те́ма Грімшоу — тема в шаховій композиції. Суть теми — чорна ліній фігура робить критичний хід, а потім перекривається своєю ж фігурою.

## Історія

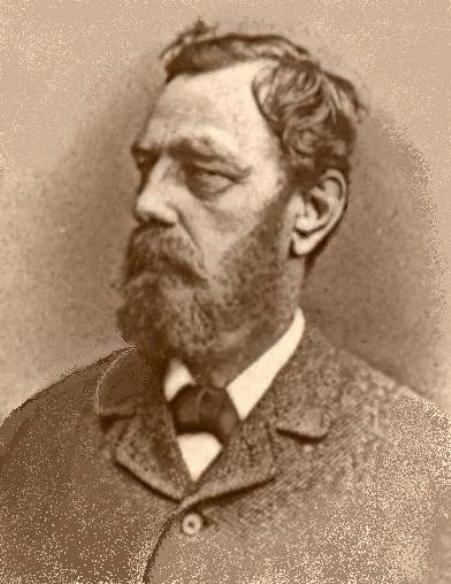
Вальтер Грімшоу

Цей задум повторив в задачі в 1852 році англійський шаховий композитор Вальтер Грімшоу (12.03.1832 — 27.12.1890).
В ході рішення чорна лінійна фігура робить критичний хід (проходить через критичне поле), а потім на критичному полі перекривається будь-якою своєю фігурою, що й використовується білими.
Згодом ця ідея дістала назву — тема Грімшоу. Оскільки в шаховій композиції існує ще й перекриття Грімшоу, тому не слід плутати назви: тема Грімшоу і перекриття Грімшоу.
|   | a | b | c | d | e | f | g | h |   |
| 8 | c7 білий король · f7 чорний пішак · a5 біла тура · c5 білий кінь · d5 чорний король · f5 чорна тура · a4 чорний пішак · c4 чорний пішак · f4 білий пішак · f3 білий кінь · h3 чорний слон · a2 білий слон · c2 чорний ферзь · d2 чорний пішак · e2 білий пішак · f2 білий пішак · h1 чорна тура | c7 білий король · f7 чорний пішак · a5 біла тура · c5 білий кінь · d5 чорний король · f5 чорна тура · a4 чорний пішак · c4 чорний пішак · f4 білий пішак · f3 білий кінь · h3 чорний слон · a2 білий слон · c2 чорний ферзь · d2 чорний пішак · e2 білий пішак · f2 білий пішак · h1 чорна тура | c7 білий король · f7 чорний пішак · a5 біла тура · c5 білий кінь · d5 чорний король · f5 чорна тура · a4 чорний пішак · c4 чорний пішак · f4 білий пішак · f3 білий кінь · h3 чорний слон · a2 білий слон · c2 чорний ферзь · d2 чорний пішак · e2 білий пішак · f2 білий пішак · h1 чорна тура | c7 білий король · f7 чорний пішак · a5 біла тура · c5 білий кінь · d5 чорний король · f5 чорна тура · a4 чорний пішак · c4 чорний пішак · f4 білий пішак · f3 білий кінь · h3 чорний слон · a2 білий слон · c2 чорний ферзь · d2 чорний пішак · e2 білий пішак · f2 білий пішак · h1 чорна тура | c7 білий король · f7 чорний пішак · a5 біла тура · c5 білий кінь · d5 чорний король · f5 чорна тура · a4 чорний пішак · c4 чорний пішак · f4 білий пішак · f3 білий кінь · h3 чорний слон · a2 білий слон · c2 чорний ферзь · d2 чорний пішак · e2 білий пішак · f2 білий пішак · h1 чорна тура | c7 білий король · f7 чорний пішак · a5 біла тура · c5 білий кінь · d5 чорний король · f5 чорна тура · a4 чорний пішак · c4 чорний пішак · f4 білий пішак · f3 білий кінь · h3 чорний слон · a2 білий слон · c2 чорний ферзь · d2 чорний пішак · e2 білий пішак · f2 білий пішак · h1 чорна тура | c7 білий король · f7 чорний пішак · a5 біла тура · c5 білий кінь · d5 чорний король · f5 чорна тура · a4 чорний пішак · c4 чорний пішак · f4 білий пішак · f3 білий кінь · h3 чорний слон · a2 білий слон · c2 чорний ферзь · d2 чорний пішак · e2 білий пішак · f2 білий пішак · h1 чорна тура | c7 білий король · f7 чорний пішак · a5 біла тура · c5 білий кінь · d5 чорний король · f5 чорна тура · a4 чорний пішак · c4 чорний пішак · f4 білий пішак · f3 білий кінь · h3 чорний слон · a2 білий слон · c2 чорний ферзь · d2 чорний пішак · e2 білий пішак · f2 білий пішак · h1 чорна тура | 8 |
| 7 | c7 білий король · f7 чорний пішак · a5 біла тура · c5 білий кінь · d5 чорний король · f5 чорна тура · a4 чорний пішак · c4 чорний пішак · f4 білий пішак · f3 білий кінь · h3 чорний слон · a2 білий слон · c2 чорний ферзь · d2 чорний пішак · e2 білий пішак · f2 білий пішак · h1 чорна тура | c7 білий король · f7 чорний пішак · a5 біла тура · c5 білий кінь · d5 чорний король · f5 чорна тура · a4 чорний пішак · c4 чорний пішак · f4 білий пішак · f3 білий кінь · h3 чорний слон · a2 білий слон · c2 чорний ферзь · d2 чорний пішак · e2 білий пішак · f2 білий пішак · h1 чорна тура | c7 білий король · f7 чорний пішак · a5 біла тура · c5 білий кінь · d5 чорний король · f5 чорна тура · a4 чорний пішак · c4 чорний пішак · f4 білий пішак · f3 білий кінь · h3 чорний слон · a2 білий слон · c2 чорний ферзь · d2 чорний пішак · e2 білий пішак · f2 білий пішак · h1 чорна тура | c7 білий король · f7 чорний пішак · a5 біла тура · c5 білий кінь · d5 чорний король · f5 чорна тура · a4 чорний пішак · c4 чорний пішак · f4 білий пішак · f3 білий кінь · h3 чорний слон · a2 білий слон · c2 чорний ферзь · d2 чорний пішак · e2 білий пішак · f2 білий пішак · h1 чорна тура | c7 білий король · f7 чорний пішак · a5 біла тура · c5 білий кінь · d5 чорний король · f5 чорна тура · a4 чорний пішак · c4 чорний пішак · f4 білий пішак · f3 білий кінь · h3 чорний слон · a2 білий слон · c2 чорний ферзь · d2 чорний пішак · e2 білий пішак · f2 білий пішак · h1 чорна тура | c7 білий король · f7 чорний пішак · a5 біла тура · c5 білий кінь · d5 чорний король · f5 чорна тура · a4 чорний пішак · c4 чорний пішак · f4 білий пішак · f3 білий кінь · h3 чорний слон · a2 білий слон · c2 чорний ферзь · d2 чорний пішак · e2 білий пішак · f2 білий пішак · h1 чорна тура | c7 білий король · f7 чорний пішак · a5 біла тура · c5 білий кінь · d5 чорний король · f5 чорна тура · a4 чорний пішак · c4 чорний пішак · f4 білий пішак · f3 білий кінь · h3 чорний слон · a2 білий слон · c2 чорний ферзь · d2 чорний пішак · e2 білий пішак · f2 білий пішак · h1 чорна тура | c7 білий король · f7 чорний пішак · a5 біла тура · c5 білий кінь · d5 чорний король · f5 чорна тура · a4 чорний пішак · c4 чорний пішак · f4 білий пішак · f3 білий кінь · h3 чорний слон · a2 білий слон · c2 чорний ферзь · d2 чорний пішак · e2 білий пішак · f2 білий пішак · h1 чорна тура | 7 |
| 6 | c7 білий король · f7 чорний пішак · a5 біла тура · c5 білий кінь · d5 чорний король · f5 чорна тура · a4 чорний пішак · c4 чорний пішак · f4 білий пішак · f3 білий кінь · h3 чорний слон · a2 білий слон · c2 чорний ферзь · d2 чорний пішак · e2 білий пішак · f2 білий пішак · h1 чорна тура | c7 білий король · f7 чорний пішак · a5 біла тура · c5 білий кінь · d5 чорний король · f5 чорна тура · a4 чорний пішак · c4 чорний пішак · f4 білий пішак · f3 білий кінь · h3 чорний слон · a2 білий слон · c2 чорний ферзь · d2 чорний пішак · e2 білий пішак · f2 білий пішак · h1 чорна тура | c7 білий король · f7 чорний пішак · a5 біла тура · c5 білий кінь · d5 чорний король · f5 чорна тура · a4 чорний пішак · c4 чорний пішак · f4 білий пішак · f3 білий кінь · h3 чорний слон · a2 білий слон · c2 чорний ферзь · d2 чорний пішак · e2 білий пішак · f2 білий пішак · h1 чорна тура | c7 білий король · f7 чорний пішак · a5 біла тура · c5 білий кінь · d5 чорний король · f5 чорна тура · a4 чорний пішак · c4 чорний пішак · f4 білий пішак · f3 білий кінь · h3 чорний слон · a2 білий слон · c2 чорний ферзь · d2 чорний пішак · e2 білий пішак · f2 білий пішак · h1 чорна тура | c7 білий король · f7 чорний пішак · a5 біла тура · c5 білий кінь · d5 чорний король · f5 чорна тура · a4 чорний пішак · c4 чорний пішак · f4 білий пішак · f3 білий кінь · h3 чорний слон · a2 білий слон · c2 чорний ферзь · d2 чорний пішак · e2 білий пішак · f2 білий пішак · h1 чорна тура | c7 білий король · f7 чорний пішак · a5 біла тура · c5 білий кінь · d5 чорний король · f5 чорна тура · a4 чорний пішак · c4 чорний пішак · f4 білий пішак · f3 білий кінь · h3 чорний слон · a2 білий слон · c2 чорний ферзь · d2 чорний пішак · e2 білий пішак · f2 білий пішак · h1 чорна тура | c7 білий король · f7 чорний пішак · a5 біла тура · c5 білий кінь · d5 чорний король · f5 чорна тура · a4 чорний пішак · c4 чорний пішак · f4 білий пішак · f3 білий кінь · h3 чорний слон · a2 білий слон · c2 чорний ферзь · d2 чорний пішак · e2 білий пішак · f2 білий пішак · h1 чорна тура | c7 білий король · f7 чорний пішак · a5 біла тура · c5 білий кінь · d5 чорний король · f5 чорна тура · a4 чорний пішак · c4 чорний пішак · f4 білий пішак · f3 білий кінь · h3 чорний слон · a2 білий слон · c2 чорний ферзь · d2 чорний пішак · e2 білий пішак · f2 білий пішак · h1 чорна тура | 6 |
| 5 | c7 білий король · f7 чорний пішак · a5 біла тура · c5 білий кінь · d5 чорний король · f5 чорна тура · a4 чорний пішак · c4 чорний пішак · f4 білий пішак · f3 білий кінь · h3 чорний слон · a2 білий слон · c2 чорний ферзь · d2 чорний пішак · e2 білий пішак · f2 білий пішак · h1 чорна тура | c7 білий король · f7 чорний пішак · a5 біла тура · c5 білий кінь · d5 чорний король · f5 чорна тура · a4 чорний пішак · c4 чорний пішак · f4 білий пішак · f3 білий кінь · h3 чорний слон · a2 білий слон · c2 чорний ферзь · d2 чорний пішак · e2 білий пішак · f2 білий пішак · h1 чорна тура | c7 білий король · f7 чорний пішак · a5 біла тура · c5 білий кінь · d5 чорний король · f5 чорна тура · a4 чорний пішак · c4 чорний пішак · f4 білий пішак · f3 білий кінь · h3 чорний слон · a2 білий слон · c2 чорний ферзь · d2 чорний пішак · e2 білий пішак · f2 білий пішак · h1 чорна тура | c7 білий король · f7 чорний пішак · a5 біла тура · c5 білий кінь · d5 чорний король · f5 чорна тура · a4 чорний пішак · c4 чорний пішак · f4 білий пішак · f3 білий кінь · h3 чорний слон · a2 білий слон · c2 чорний ферзь · d2 чорний пішак · e2 білий пішак · f2 білий пішак · h1 чорна тура | c7 білий король · f7 чорний пішак · a5 біла тура · c5 білий кінь · d5 чорний король · f5 чорна тура · a4 чорний пішак · c4 чорний пішак · f4 білий пішак · f3 білий кінь · h3 чорний слон · a2 білий слон · c2 чорний ферзь · d2 чорний пішак · e2 білий пішак · f2 білий пішак · h1 чорна тура | c7 білий король · f7 чорний пішак · a5 біла тура · c5 білий кінь · d5 чорний король · f5 чорна тура · a4 чорний пішак · c4 чорний пішак · f4 білий пішак · f3 білий кінь · h3 чорний слон · a2 білий слон · c2 чорний ферзь · d2 чорний пішак · e2 білий пішак · f2 білий пішак · h1 чорна тура | c7 білий король · f7 чорний пішак · a5 біла тура · c5 білий кінь · d5 чорний король · f5 чорна тура · a4 чорний пішак · c4 чорний пішак · f4 білий пішак · f3 білий кінь · h3 чорний слон · a2 білий слон · c2 чорний ферзь · d2 чорний пішак · e2 білий пішак · f2 білий пішак · h1 чорна тура | c7 білий король · f7 чорний пішак · a5 біла тура · c5 білий кінь · d5 чорний король · f5 чорна тура · a4 чорний пішак · c4 чорний пішак · f4 білий пішак · f3 білий кінь · h3 чорний слон · a2 білий слон · c2 чорний ферзь · d2 чорний пішак · e2 білий пішак · f2 білий пішак · h1 чорна тура | 5 |
| 4 | c7 білий король · f7 чорний пішак · a5 біла тура · c5 білий кінь · d5 чорний король · f5 чорна тура · a4 чорний пішак · c4 чорний пішак · f4 білий пішак · f3 білий кінь · h3 чорний слон · a2 білий слон · c2 чорний ферзь · d2 чорний пішак · e2 білий пішак · f2 білий пішак · h1 чорна тура | c7 білий король · f7 чорний пішак · a5 біла тура · c5 білий кінь · d5 чорний король · f5 чорна тура · a4 чорний пішак · c4 чорний пішак · f4 білий пішак · f3 білий кінь · h3 чорний слон · a2 білий слон · c2 чорний ферзь · d2 чорний пішак · e2 білий пішак · f2 білий пішак · h1 чорна тура | c7 білий король · f7 чорний пішак · a5 біла тура · c5 білий кінь · d5 чорний король · f5 чорна тура · a4 чорний пішак · c4 чорний пішак · f4 білий пішак · f3 білий кінь · h3 чорний слон · a2 білий слон · c2 чорний ферзь · d2 чорний пішак · e2 білий пішак · f2 білий пішак · h1 чорна тура | c7 білий король · f7 чорний пішак · a5 біла тура · c5 білий кінь · d5 чорний король · f5 чорна тура · a4 чорний пішак · c4 чорний пішак · f4 білий пішак · f3 білий кінь · h3 чорний слон · a2 білий слон · c2 чорний ферзь · d2 чорний пішак · e2 білий пішак · f2 білий пішак · h1 чорна тура | c7 білий король · f7 чорний пішак · a5 біла тура · c5 білий кінь · d5 чорний король · f5 чорна тура · a4 чорний пішак · c4 чорний пішак · f4 білий пішак · f3 білий кінь · h3 чорний слон · a2 білий слон · c2 чорний ферзь · d2 чорний пішак · e2 білий пішак · f2 білий пішак · h1 чорна тура | c7 білий король · f7 чорний пішак · a5 біла тура · c5 білий кінь · d5 чорний король · f5 чорна тура · a4 чорний пішак · c4 чорний пішак · f4 білий пішак · f3 білий кінь · h3 чорний слон · a2 білий слон · c2 чорний ферзь · d2 чорний пішак · e2 білий пішак · f2 білий пішак · h1 чорна тура | c7 білий король · f7 чорний пішак · a5 біла тура · c5 білий кінь · d5 чорний король · f5 чорна тура · a4 чорний пішак · c4 чорний пішак · f4 білий пішак · f3 білий кінь · h3 чорний слон · a2 білий слон · c2 чорний ферзь · d2 чорний пішак · e2 білий пішак · f2 білий пішак · h1 чорна тура | c7 білий король · f7 чорний пішак · a5 біла тура · c5 білий кінь · d5 чорний король · f5 чорна тура · a4 чорний пішак · c4 чорний пішак · f4 білий пішак · f3 білий кінь · h3 чорний слон · a2 білий слон · c2 чорний ферзь · d2 чорний пішак · e2 білий пішак · f2 білий пішак · h1 чорна тура | 4 |
| 3 | c7 білий король · f7 чорний пішак · a5 біла тура · c5 білий кінь · d5 чорний король · f5 чорна тура · a4 чорний пішак · c4 чорний пішак · f4 білий пішак · f3 білий кінь · h3 чорний слон · a2 білий слон · c2 чорний ферзь · d2 чорний пішак · e2 білий пішак · f2 білий пішак · h1 чорна тура | c7 білий король · f7 чорний пішак · a5 біла тура · c5 білий кінь · d5 чорний король · f5 чорна тура · a4 чорний пішак · c4 чорний пішак · f4 білий пішак · f3 білий кінь · h3 чорний слон · a2 білий слон · c2 чорний ферзь · d2 чорний пішак · e2 білий пішак · f2 білий пішак · h1 чорна тура | c7 білий король · f7 чорний пішак · a5 біла тура · c5 білий кінь · d5 чорний король · f5 чорна тура · a4 чорний пішак · c4 чорний пішак · f4 білий пішак · f3 білий кінь · h3 чорний слон · a2 білий слон · c2 чорний ферзь · d2 чорний пішак · e2 білий пішак · f2 білий пішак · h1 чорна тура | c7 білий король · f7 чорний пішак · a5 біла тура · c5 білий кінь · d5 чорний король · f5 чорна тура · a4 чорний пішак · c4 чорний пішак · f4 білий пішак · f3 білий кінь · h3 чорний слон · a2 білий слон · c2 чорний ферзь · d2 чорний пішак · e2 білий пішак · f2 білий пішак · h1 чорна тура | c7 білий король · f7 чорний пішак · a5 біла тура · c5 білий кінь · d5 чорний король · f5 чорна тура · a4 чорний пішак · c4 чорний пішак · f4 білий пішак · f3 білий кінь · h3 чорний слон · a2 білий слон · c2 чорний ферзь · d2 чорний пішак · e2 білий пішак · f2 білий пішак · h1 чорна тура | c7 білий король · f7 чорний пішак · a5 біла тура · c5 білий кінь · d5 чорний король · f5 чорна тура · a4 чорний пішак · c4 чорний пішак · f4 білий пішак · f3 білий кінь · h3 чорний слон · a2 білий слон · c2 чорний ферзь · d2 чорний пішак · e2 білий пішак · f2 білий пішак · h1 чорна тура | c7 білий король · f7 чорний пішак · a5 біла тура · c5 білий кінь · d5 чорний король · f5 чорна тура · a4 чорний пішак · c4 чорний пішак · f4 білий пішак · f3 білий кінь · h3 чорний слон · a2 білий слон · c2 чорний ферзь · d2 чорний пішак · e2 білий пішак · f2 білий пішак · h1 чорна тура | c7 білий король · f7 чорний пішак · a5 біла тура · c5 білий кінь · d5 чорний король · f5 чорна тура · a4 чорний пішак · c4 чорний пішак · f4 білий пішак · f3 білий кінь · h3 чорний слон · a2 білий слон · c2 чорний ферзь · d2 чорний пішак · e2 білий пішак · f2 білий пішак · h1 чорна тура | 3 |
| 2 | c7 білий король · f7 чорний пішак · a5 біла тура · c5 білий кінь · d5 чорний король · f5 чорна тура · a4 чорний пішак · c4 чорний пішак · f4 білий пішак · f3 білий кінь · h3 чорний слон · a2 білий слон · c2 чорний ферзь · d2 чорний пішак · e2 білий пішак · f2 білий пішак · h1 чорна тура | c7 білий король · f7 чорний пішак · a5 біла тура · c5 білий кінь · d5 чорний король · f5 чорна тура · a4 чорний пішак · c4 чорний пішак · f4 білий пішак · f3 білий кінь · h3 чорний слон · a2 білий слон · c2 чорний ферзь · d2 чорний пішак · e2 білий пішак · f2 білий пішак · h1 чорна тура | c7 білий король · f7 чорний пішак · a5 біла тура · c5 білий кінь · d5 чорний король · f5 чорна тура · a4 чорний пішак · c4 чорний пішак · f4 білий пішак · f3 білий кінь · h3 чорний слон · a2 білий слон · c2 чорний ферзь · d2 чорний пішак · e2 білий пішак · f2 білий пішак · h1 чорна тура | c7 білий король · f7 чорний пішак · a5 біла тура · c5 білий кінь · d5 чорний король · f5 чорна тура · a4 чорний пішак · c4 чорний пішак · f4 білий пішак · f3 білий кінь · h3 чорний слон · a2 білий слон · c2 чорний ферзь · d2 чорний пішак · e2 білий пішак · f2 білий пішак · h1 чорна тура | c7 білий король · f7 чорний пішак · a5 біла тура · c5 білий кінь · d5 чорний король · f5 чорна тура · a4 чорний пішак · c4 чорний пішак · f4 білий пішак · f3 білий кінь · h3 чорний слон · a2 білий слон · c2 чорний ферзь · d2 чорний пішак · e2 білий пішак · f2 білий пішак · h1 чорна тура | c7 білий король · f7 чорний пішак · a5 біла тура · c5 білий кінь · d5 чорний король · f5 чорна тура · a4 чорний пішак · c4 чорний пішак · f4 білий пішак · f3 білий кінь · h3 чорний слон · a2 білий слон · c2 чорний ферзь · d2 чорний пішак · e2 білий пішак · f2 білий пішак · h1 чорна тура | c7 білий король · f7 чорний пішак · a5 біла тура · c5 білий кінь · d5 чорний король · f5 чорна тура · a4 чорний пішак · c4 чорний пішак · f4 білий пішак · f3 білий кінь · h3 чорний слон · a2 білий слон · c2 чорний ферзь · d2 чорний пішак · e2 білий пішак · f2 білий пішак · h1 чорна тура | c7 білий король · f7 чорний пішак · a5 біла тура · c5 білий кінь · d5 чорний король · f5 чорна тура · a4 чорний пішак · c4 чорний пішак · f4 білий пішак · f3 білий кінь · h3 чорний слон · a2 білий слон · c2 чорний ферзь · d2 чорний пішак · e2 білий пішак · f2 білий пішак · h1 чорна тура | 2 |
| 1 | c7 білий король · f7 чорний пішак · a5 біла тура · c5 білий кінь · d5 чорний король · f5 чорна тура · a4 чорний пішак · c4 чорний пішак · f4 білий пішак · f3 білий кінь · h3 чорний слон · a2 білий слон · c2 чорний ферзь · d2 чорний пішак · e2 білий пішак · f2 білий пішак · h1 чорна тура | c7 білий король · f7 чорний пішак · a5 біла тура · c5 білий кінь · d5 чорний король · f5 чорна тура · a4 чорний пішак · c4 чорний пішак · f4 білий пішак · f3 білий кінь · h3 чорний слон · a2 білий слон · c2 чорний ферзь · d2 чорний пішак · e2 білий пішак · f2 білий пішак · h1 чорна тура | c7 білий король · f7 чорний пішак · a5 біла тура · c5 білий кінь · d5 чорний король · f5 чорна тура · a4 чорний пішак · c4 чорний пішак · f4 білий пішак · f3 білий кінь · h3 чорний слон · a2 білий слон · c2 чорний ферзь · d2 чорний пішак · e2 білий пішак · f2 білий пішак · h1 чорна тура | c7 білий король · f7 чорний пішак · a5 біла тура · c5 білий кінь · d5 чорний король · f5 чорна тура · a4 чорний пішак · c4 чорний пішак · f4 білий пішак · f3 білий кінь · h3 чорний слон · a2 білий слон · c2 чорний ферзь · d2 чорний пішак · e2 білий пішак · f2 білий пішак · h1 чорна тура | c7 білий король · f7 чорний пішак · a5 біла тура · c5 білий кінь · d5 чорний король · f5 чорна тура · a4 чорний пішак · c4 чорний пішак · f4 білий пішак · f3 білий кінь · h3 чорний слон · a2 білий слон · c2 чорний ферзь · d2 чорний пішак · e2 білий пішак · f2 білий пішак · h1 чорна тура | c7 білий король · f7 чорний пішак · a5 біла тура · c5 білий кінь · d5 чорний король · f5 чорна тура · a4 чорний пішак · c4 чорний пішак · f4 білий пішак · f3 білий кінь · h3 чорний слон · a2 білий слон · c2 чорний ферзь · d2 чорний пішак · e2 білий пішак · f2 білий пішак · h1 чорна тура | c7 білий король · f7 чорний пішак · a5 біла тура · c5 білий кінь · d5 чорний король · f5 чорна тура · a4 чорний пішак · c4 чорний пішак · f4 білий пішак · f3 білий кінь · h3 чорний слон · a2 білий слон · c2 чорний ферзь · d2 чорний пішак · e2 білий пішак · f2 білий пішак · h1 чорна тура | c7 білий король · f7 чорний пішак · a5 біла тура · c5 білий кінь · d5 чорний король · f5 чорна тура · a4 чорний пішак · c4 чорний пішак · f4 білий пішак · f3 білий кінь · h3 чорний слон · a2 білий слон · c2 чорний ферзь · d2 чорний пішак · e2 білий пішак · f2 білий пішак · h1 чорна тура | 1 |
|   | a | b | c | d | e | f | g | h |   |

FEN: 8/2K2p2/8/R1Nk1r2/p1p2P2/5N1b/B1qpPP2/7r
1. Kd7! ~ 2. e4+ Qxe4 3. Sc~#
1. … Rh5+ 2. f5! Bxf5+ 3. Se6+ Ke4 4. Re5#
- — - — - — -
          2. … Qxf5+ 3. Se6+ Ke4 4. Sxd2#
Після ходу білого короля виникає загроза, чорна тура іде з критичного поля з шахом від слона білому королю. Після наступних ходів білого пішака і чорного слона чорна тура опиняється перекритою на тематичнім полі «f5» своїм же слоном. Біла тура використовує це перекриття лінії дії чорної тури й оголошує мат. 

## Синтез із іншими ідеями
Для розширення змісту задачі, тема Грімшоу може бути виражена в синтезі з іншими ідеями.
|   | a | b | c | d | e | f | g | h |   |
| 8 | e7 білий слон · e6 білий слон · f6 чорний слон · g6 чорна тура · g5 біла тура · h4 білий король · a1 чорний король | e7 білий слон · e6 білий слон · f6 чорний слон · g6 чорна тура · g5 біла тура · h4 білий король · a1 чорний король | e7 білий слон · e6 білий слон · f6 чорний слон · g6 чорна тура · g5 біла тура · h4 білий король · a1 чорний король | e7 білий слон · e6 білий слон · f6 чорний слон · g6 чорна тура · g5 біла тура · h4 білий король · a1 чорний король | e7 білий слон · e6 білий слон · f6 чорний слон · g6 чорна тура · g5 біла тура · h4 білий король · a1 чорний король | e7 білий слон · e6 білий слон · f6 чорний слон · g6 чорна тура · g5 біла тура · h4 білий король · a1 чорний король | e7 білий слон · e6 білий слон · f6 чорний слон · g6 чорна тура · g5 біла тура · h4 білий король · a1 чорний король | e7 білий слон · e6 білий слон · f6 чорний слон · g6 чорна тура · g5 біла тура · h4 білий король · a1 чорний король | 8 |
| 7 | e7 білий слон · e6 білий слон · f6 чорний слон · g6 чорна тура · g5 біла тура · h4 білий король · a1 чорний король | e7 білий слон · e6 білий слон · f6 чорний слон · g6 чорна тура · g5 біла тура · h4 білий король · a1 чорний король | e7 білий слон · e6 білий слон · f6 чорний слон · g6 чорна тура · g5 біла тура · h4 білий король · a1 чорний король | e7 білий слон · e6 білий слон · f6 чорний слон · g6 чорна тура · g5 біла тура · h4 білий король · a1 чорний король | e7 білий слон · e6 білий слон · f6 чорний слон · g6 чорна тура · g5 біла тура · h4 білий король · a1 чорний король | e7 білий слон · e6 білий слон · f6 чорний слон · g6 чорна тура · g5 біла тура · h4 білий король · a1 чорний король | e7 білий слон · e6 білий слон · f6 чорний слон · g6 чорна тура · g5 біла тура · h4 білий король · a1 чорний король | e7 білий слон · e6 білий слон · f6 чорний слон · g6 чорна тура · g5 біла тура · h4 білий король · a1 чорний король | 7 |
| 6 | e7 білий слон · e6 білий слон · f6 чорний слон · g6 чорна тура · g5 біла тура · h4 білий король · a1 чорний король | e7 білий слон · e6 білий слон · f6 чорний слон · g6 чорна тура · g5 біла тура · h4 білий король · a1 чорний король | e7 білий слон · e6 білий слон · f6 чорний слон · g6 чорна тура · g5 біла тура · h4 білий король · a1 чорний король | e7 білий слон · e6 білий слон · f6 чорний слон · g6 чорна тура · g5 біла тура · h4 білий король · a1 чорний король | e7 білий слон · e6 білий слон · f6 чорний слон · g6 чорна тура · g5 біла тура · h4 білий король · a1 чорний король | e7 білий слон · e6 білий слон · f6 чорний слон · g6 чорна тура · g5 біла тура · h4 білий король · a1 чорний король | e7 білий слон · e6 білий слон · f6 чорний слон · g6 чорна тура · g5 біла тура · h4 білий король · a1 чорний король | e7 білий слон · e6 білий слон · f6 чорний слон · g6 чорна тура · g5 біла тура · h4 білий король · a1 чорний король | 6 |
| 5 | e7 білий слон · e6 білий слон · f6 чорний слон · g6 чорна тура · g5 біла тура · h4 білий король · a1 чорний король | e7 білий слон · e6 білий слон · f6 чорний слон · g6 чорна тура · g5 біла тура · h4 білий король · a1 чорний король | e7 білий слон · e6 білий слон · f6 чорний слон · g6 чорна тура · g5 біла тура · h4 білий король · a1 чорний король | e7 білий слон · e6 білий слон · f6 чорний слон · g6 чорна тура · g5 біла тура · h4 білий король · a1 чорний король | e7 білий слон · e6 білий слон · f6 чорний слон · g6 чорна тура · g5 біла тура · h4 білий король · a1 чорний король | e7 білий слон · e6 білий слон · f6 чорний слон · g6 чорна тура · g5 біла тура · h4 білий король · a1 чорний король | e7 білий слон · e6 білий слон · f6 чорний слон · g6 чорна тура · g5 біла тура · h4 білий король · a1 чорний король | e7 білий слон · e6 білий слон · f6 чорний слон · g6 чорна тура · g5 біла тура · h4 білий король · a1 чорний король | 5 |
| 4 | e7 білий слон · e6 білий слон · f6 чорний слон · g6 чорна тура · g5 біла тура · h4 білий король · a1 чорний король | e7 білий слон · e6 білий слон · f6 чорний слон · g6 чорна тура · g5 біла тура · h4 білий король · a1 чорний король | e7 білий слон · e6 білий слон · f6 чорний слон · g6 чорна тура · g5 біла тура · h4 білий король · a1 чорний король | e7 білий слон · e6 білий слон · f6 чорний слон · g6 чорна тура · g5 біла тура · h4 білий король · a1 чорний король | e7 білий слон · e6 білий слон · f6 чорний слон · g6 чорна тура · g5 біла тура · h4 білий король · a1 чорний король | e7 білий слон · e6 білий слон · f6 чорний слон · g6 чорна тура · g5 біла тура · h4 білий король · a1 чорний король | e7 білий слон · e6 білий слон · f6 чорний слон · g6 чорна тура · g5 біла тура · h4 білий король · a1 чорний король | e7 білий слон · e6 білий слон · f6 чорний слон · g6 чорна тура · g5 біла тура · h4 білий король · a1 чорний король | 4 |
| 3 | e7 білий слон · e6 білий слон · f6 чорний слон · g6 чорна тура · g5 біла тура · h4 білий король · a1 чорний король | e7 білий слон · e6 білий слон · f6 чорний слон · g6 чорна тура · g5 біла тура · h4 білий король · a1 чорний король | e7 білий слон · e6 білий слон · f6 чорний слон · g6 чорна тура · g5 біла тура · h4 білий король · a1 чорний король | e7 білий слон · e6 білий слон · f6 чорний слон · g6 чорна тура · g5 біла тура · h4 білий король · a1 чорний король | e7 білий слон · e6 білий слон · f6 чорний слон · g6 чорна тура · g5 біла тура · h4 білий король · a1 чорний король | e7 білий слон · e6 білий слон · f6 чорний слон · g6 чорна тура · g5 біла тура · h4 білий король · a1 чорний король | e7 білий слон · e6 білий слон · f6 чорний слон · g6 чорна тура · g5 біла тура · h4 білий король · a1 чорний король | e7 білий слон · e6 білий слон · f6 чорний слон · g6 чорна тура · g5 біла тура · h4 білий король · a1 чорний король | 3 |
| 2 | e7 білий слон · e6 білий слон · f6 чорний слон · g6 чорна тура · g5 біла тура · h4 білий король · a1 чорний король | e7 білий слон · e6 білий слон · f6 чорний слон · g6 чорна тура · g5 біла тура · h4 білий король · a1 чорний король | e7 білий слон · e6 білий слон · f6 чорний слон · g6 чорна тура · g5 біла тура · h4 білий король · a1 чорний король | e7 білий слон · e6 білий слон · f6 чорний слон · g6 чорна тура · g5 біла тура · h4 білий король · a1 чорний король | e7 білий слон · e6 білий слон · f6 чорний слон · g6 чорна тура · g5 біла тура · h4 білий король · a1 чорний король | e7 білий слон · e6 білий слон · f6 чорний слон · g6 чорна тура · g5 біла тура · h4 білий король · a1 чорний король | e7 білий слон · e6 білий слон · f6 чорний слон · g6 чорна тура · g5 біла тура · h4 білий король · a1 чорний король | e7 білий слон · e6 білий слон · f6 чорний слон · g6 чорна тура · g5 біла тура · h4 білий король · a1 чорний король | 2 |
| 1 | e7 білий слон · e6 білий слон · f6 чорний слон · g6 чорна тура · g5 біла тура · h4 білий король · a1 чорний король | e7 білий слон · e6 білий слон · f6 чорний слон · g6 чорна тура · g5 біла тура · h4 білий король · a1 чорний король | e7 білий слон · e6 білий слон · f6 чорний слон · g6 чорна тура · g5 біла тура · h4 білий король · a1 чорний король | e7 білий слон · e6 білий слон · f6 чорний слон · g6 чорна тура · g5 біла тура · h4 білий король · a1 чорний король | e7 білий слон · e6 білий слон · f6 чорний слон · g6 чорна тура · g5 біла тура · h4 білий король · a1 чорний король | e7 білий слон · e6 білий слон · f6 чорний слон · g6 чорна тура · g5 біла тура · h4 білий король · a1 чорний король | e7 білий слон · e6 білий слон · f6 чорний слон · g6 чорна тура · g5 біла тура · h4 білий король · a1 чорний король | e7 білий слон · e6 білий слон · f6 чорний слон · g6 чорна тура · g5 біла тура · h4 білий король · a1 чорний король | 1 |
|   | a | b | c | d | e | f | g | h |   |

FEN: 8/4B3/4Bbr1/6R1/7K/8/8/k7
2 Sol

I  1.Bh8 Rb5 2.Rg7 Bf6#

II 1.Rg8 Ba3 2.Bg7 Rg1# (MM)
В першій фазі чорний слон робить критичний хід, а потім перекривається своєю турою. В другій фазі аналогічно — чорна тура робить критичний хід, а потім перекривається своїм слоном.
Пройшов синтез обох ідей Грімшоу — перекриття Грімшоу і теми Грімшоу